# Mercat Central de Castelló

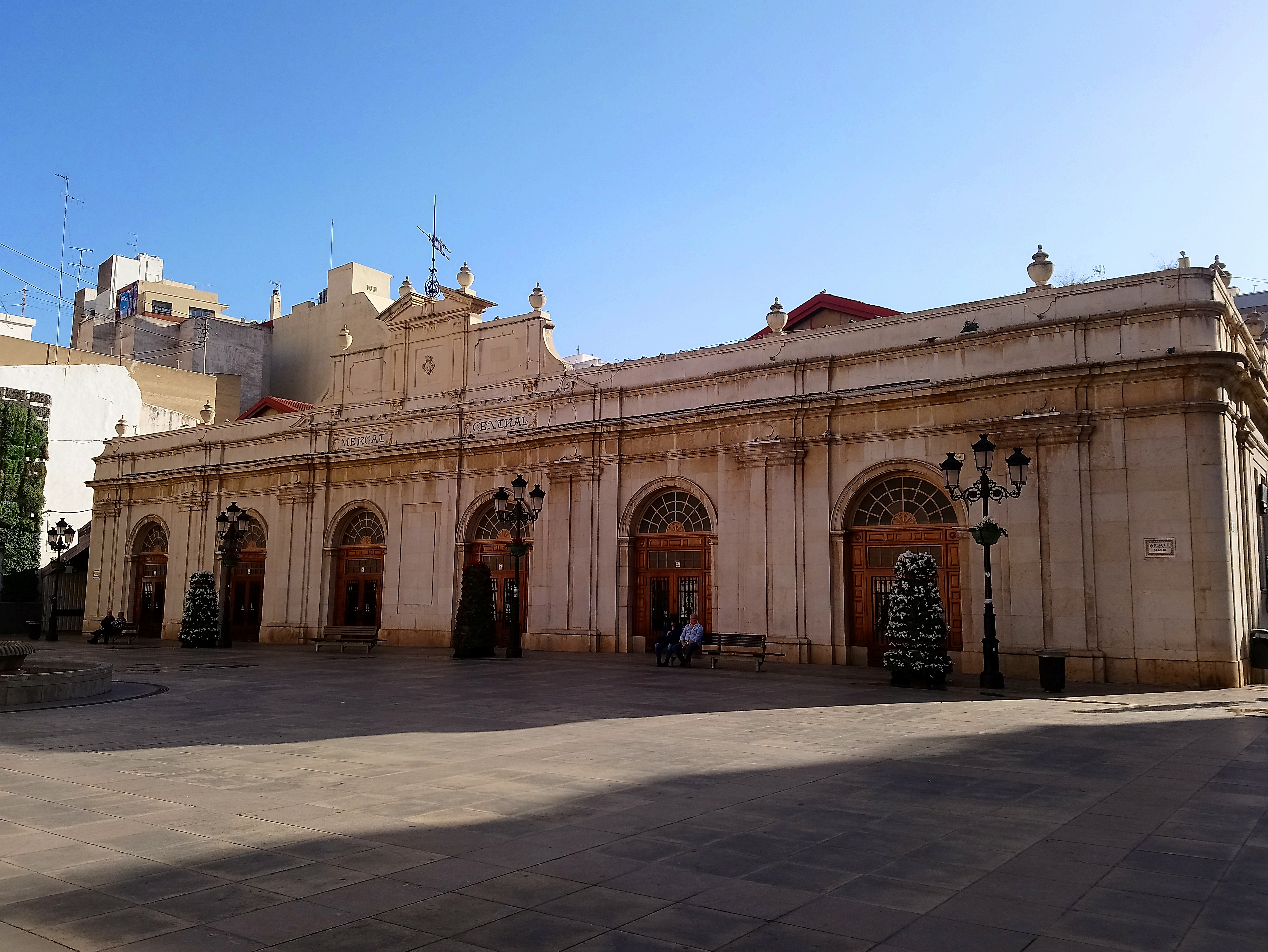
Mercat Central

El Mercat Central està situat al cor de la capital de la Plana, a la Plaça Major, des de la seva inauguració oficial el 21 de desembre del 1949.
Des dels anys 40 del segle xx, el Mercat Central ha sigut un punt de trobada i també un punt de referència al mateix centre de la ciutat de Castelló de la Plana. Juntament amb la cocatedral de l'església de Santa Maria, el Fadrí. i el Palau Municipal (l'ajuntament), el Mercat central de Castelló fa costat i abraça la Plaça Major, dotant a aquesta d'un aire pairal, com les places del centre d'Espanya, òbviament no tan monumental, però a la seua manera, igual de bella.

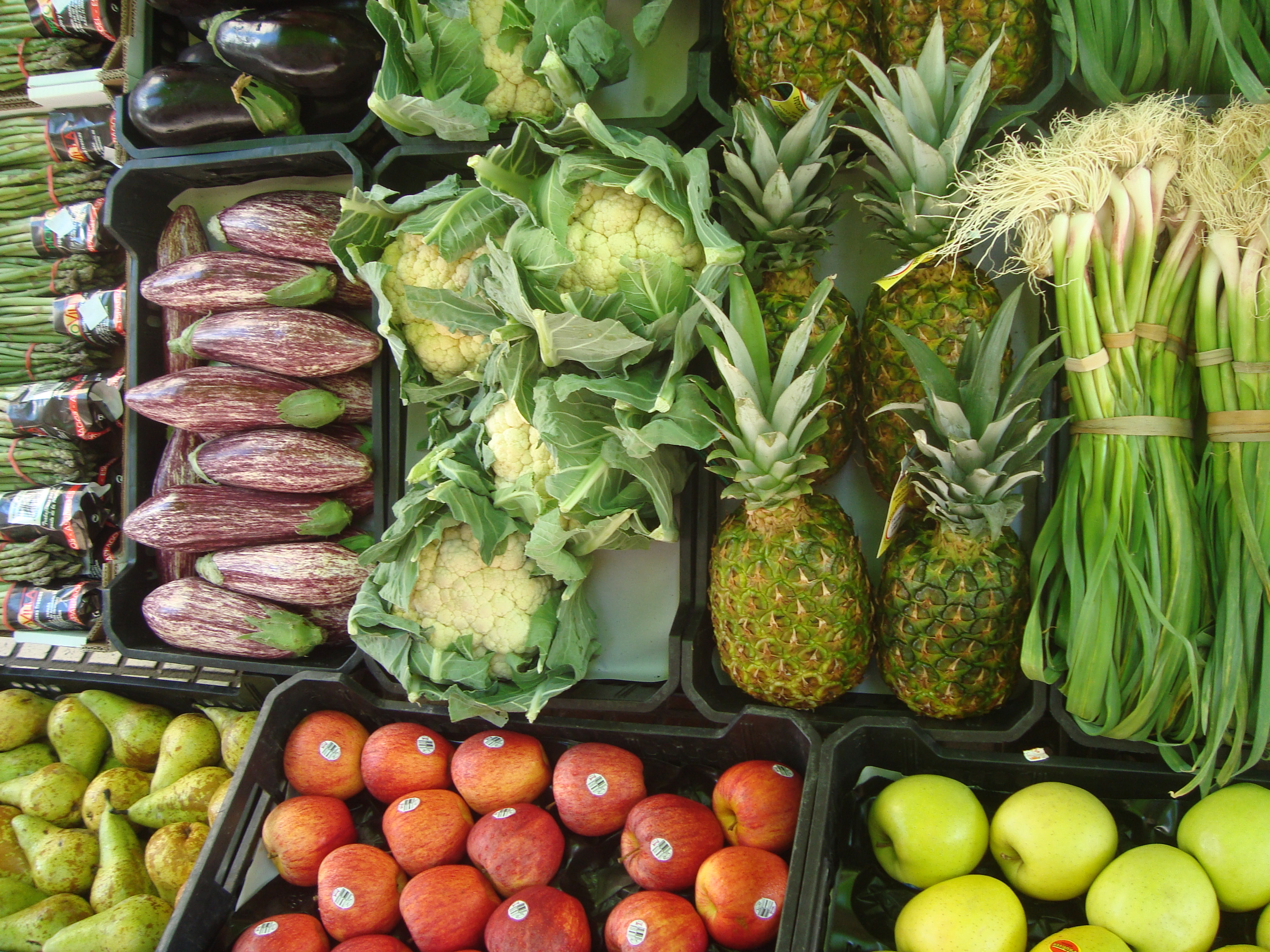
Fruites i verdures, Mercat Central

Mercat de fruites, verdures, carn, peix. El Mercat Central s'ha caracteritzat sempre per la qualitat, la varietat i la frescor dels seus productes, així com pel tracte atent i personalitzat dels seus venedors.

Actualment és un grat lloc de trobada en els matins dels dissabtes a l'hora de l'aperitiu, on amics i famílies es reuneixen i hi ha molt d'ambient.

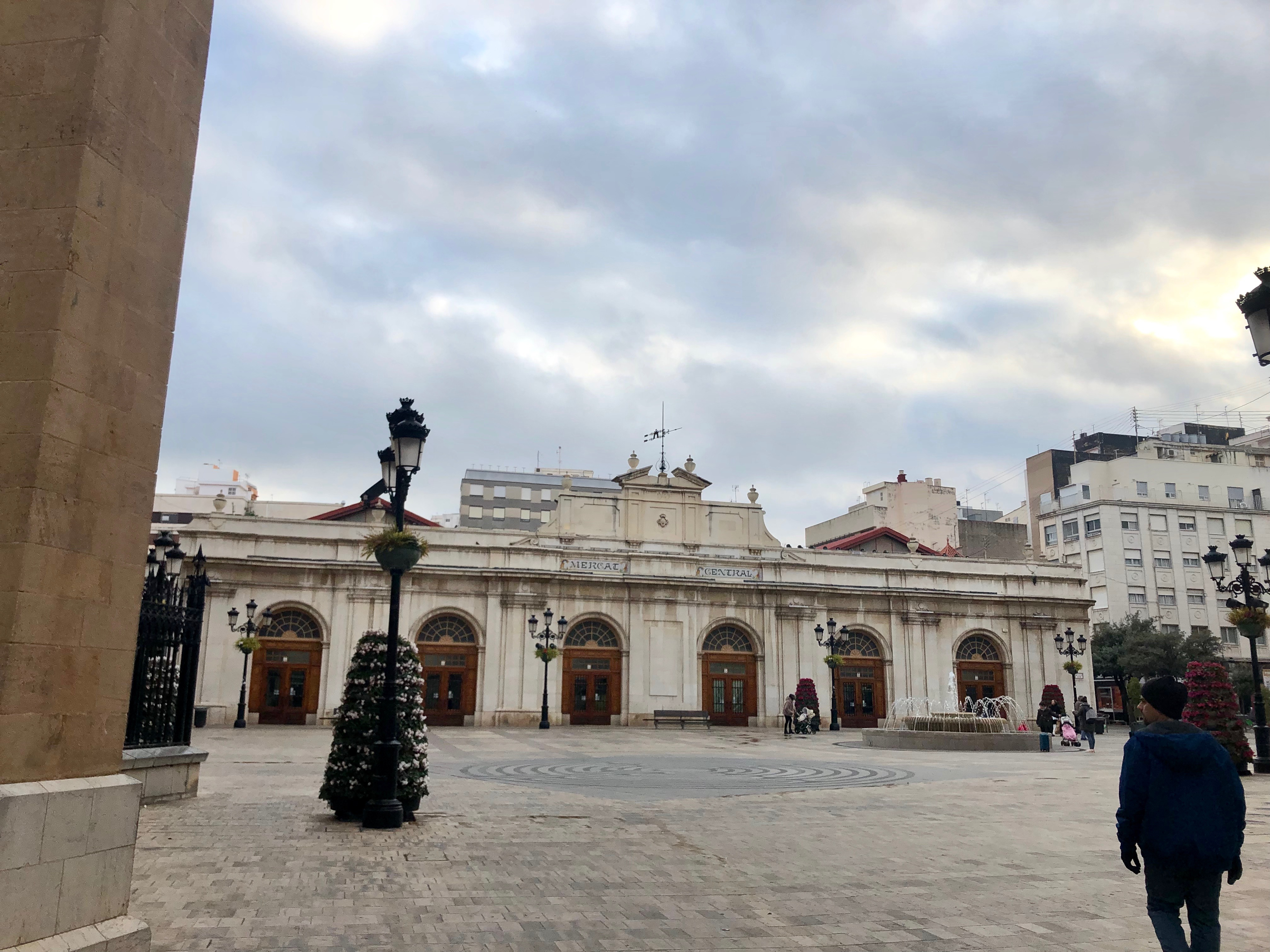
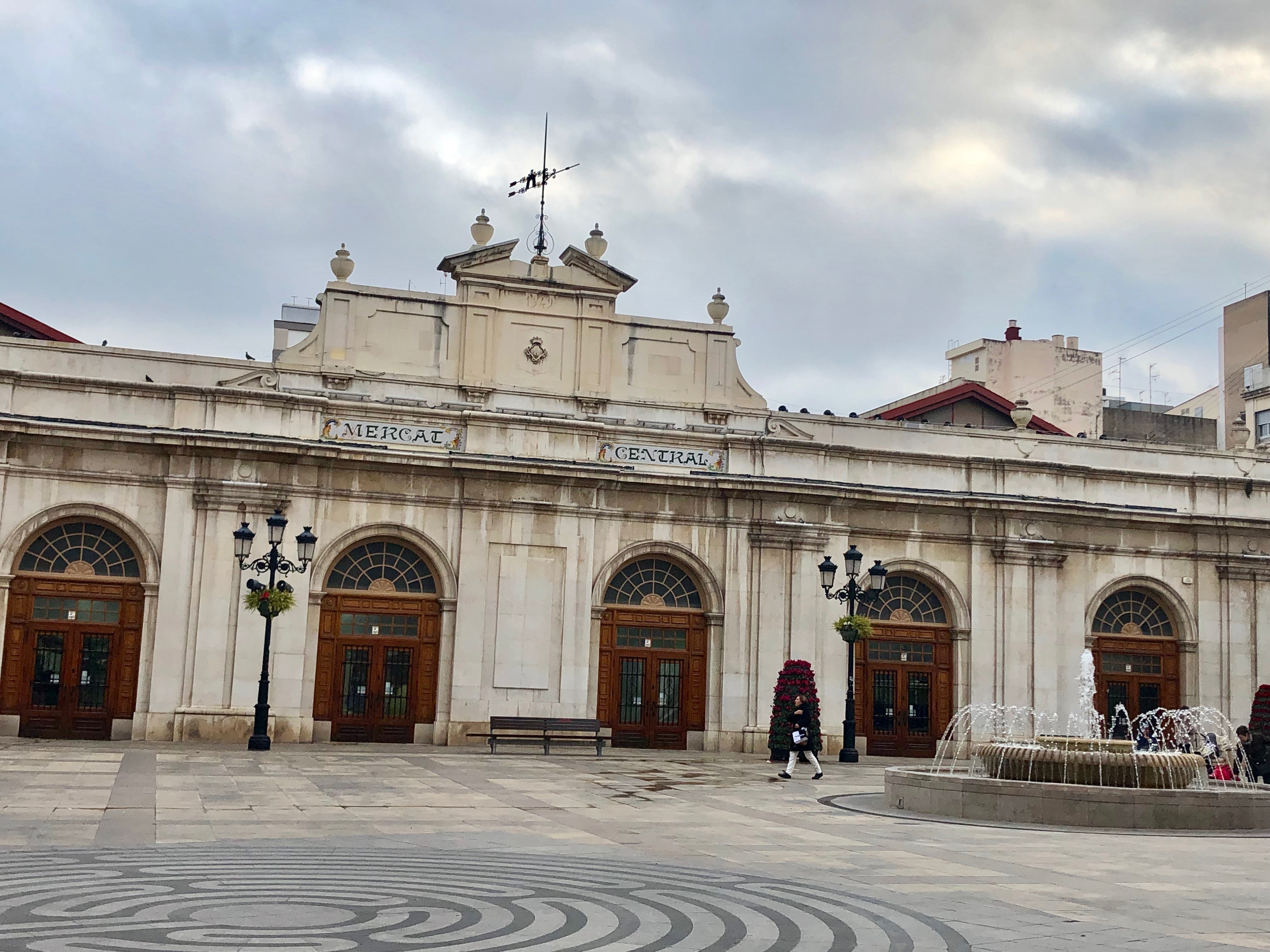
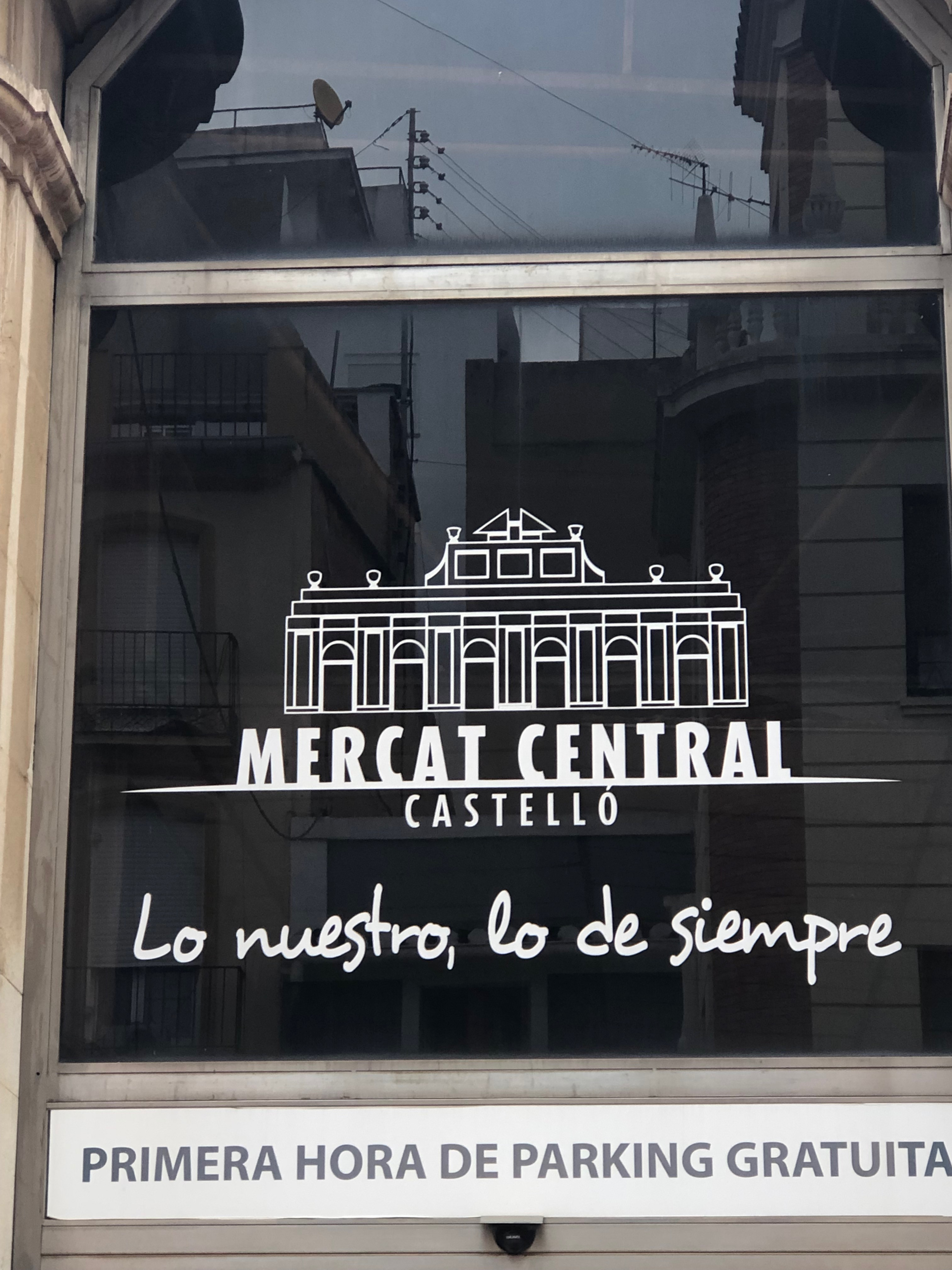
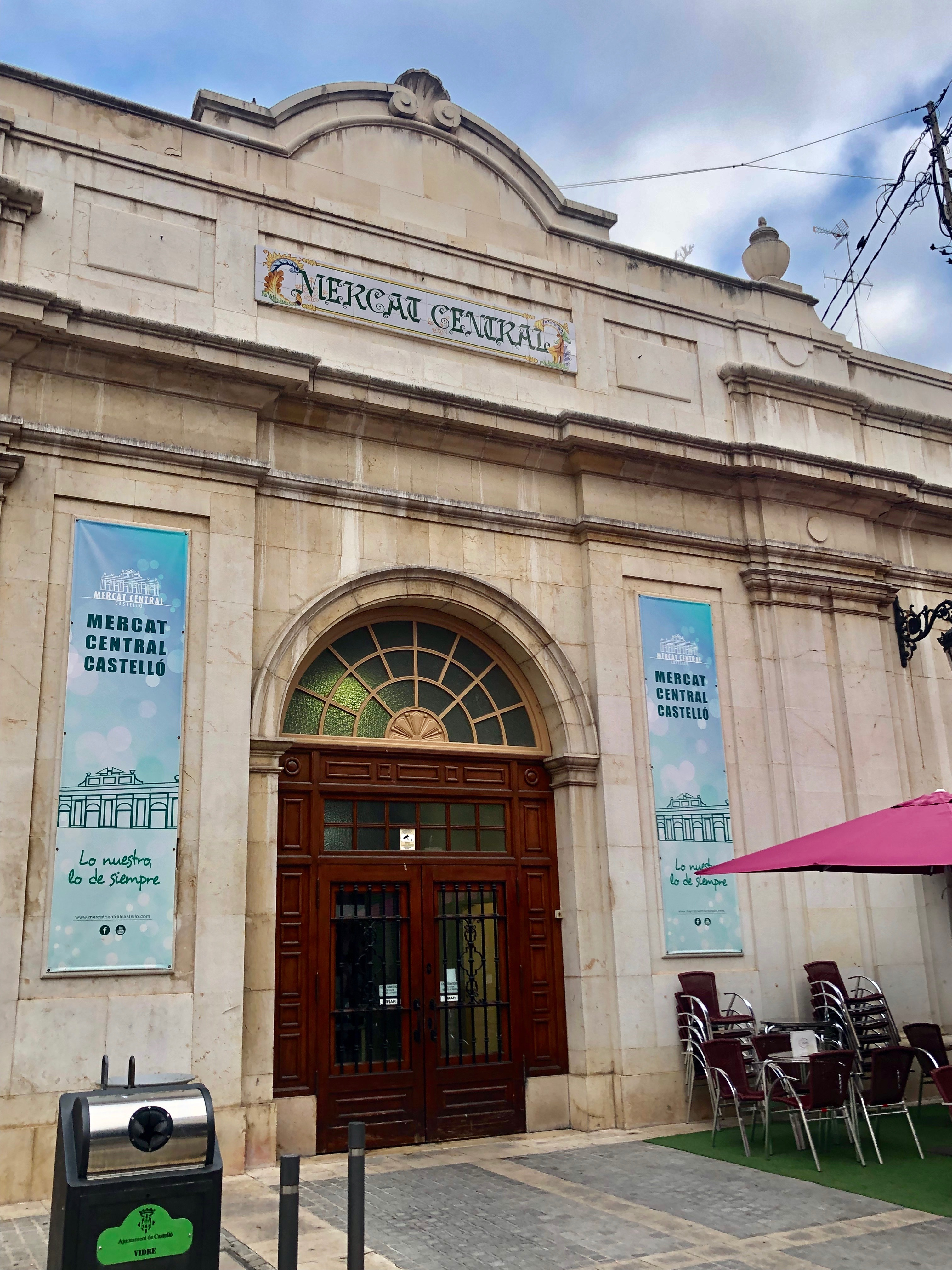
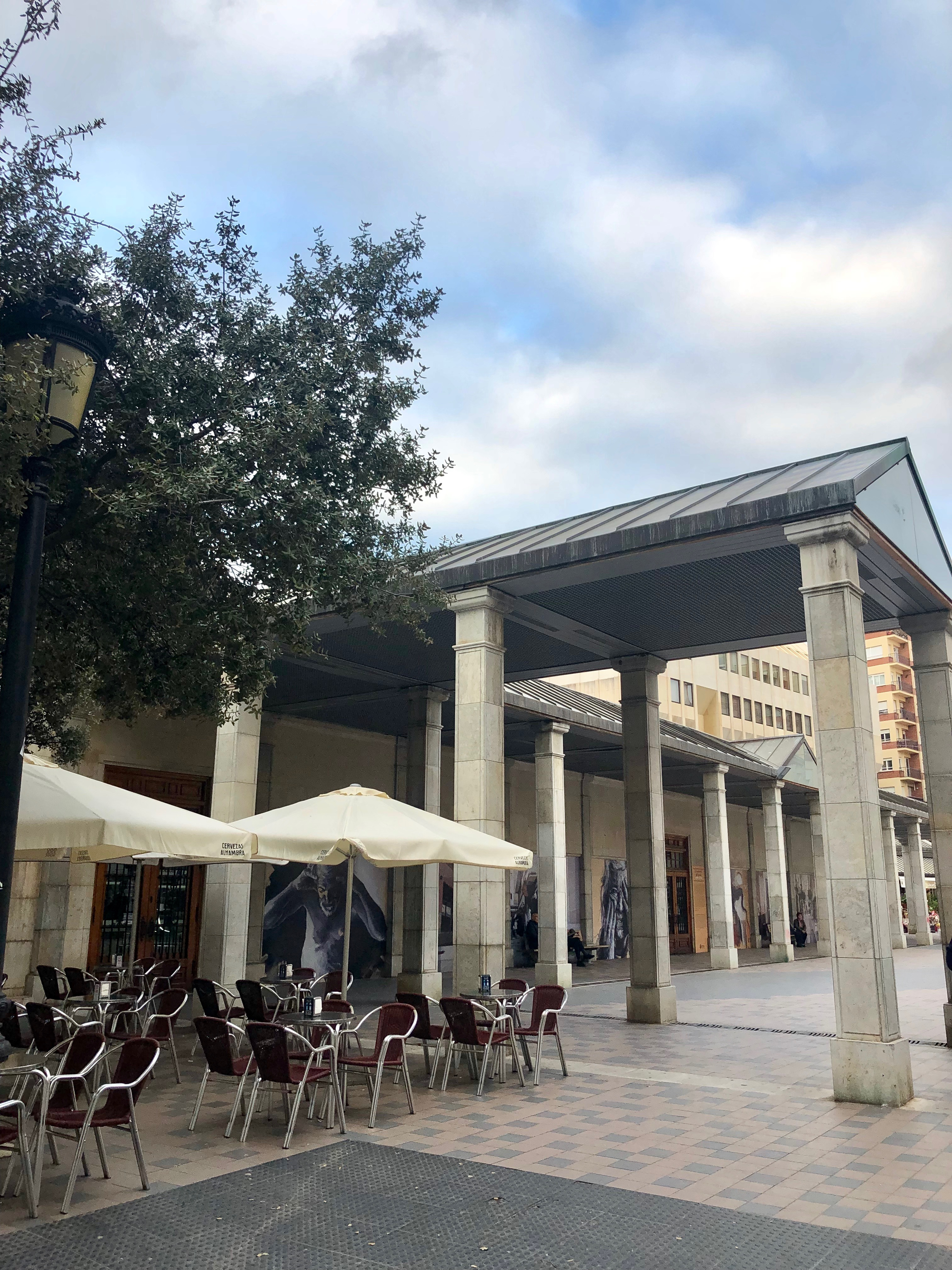

## Història
Primerament, als anys 1600 les botigues estaven a les places més cèntriques del nucli urbà, la plaça de "les Neus" i la "plaça Vella".

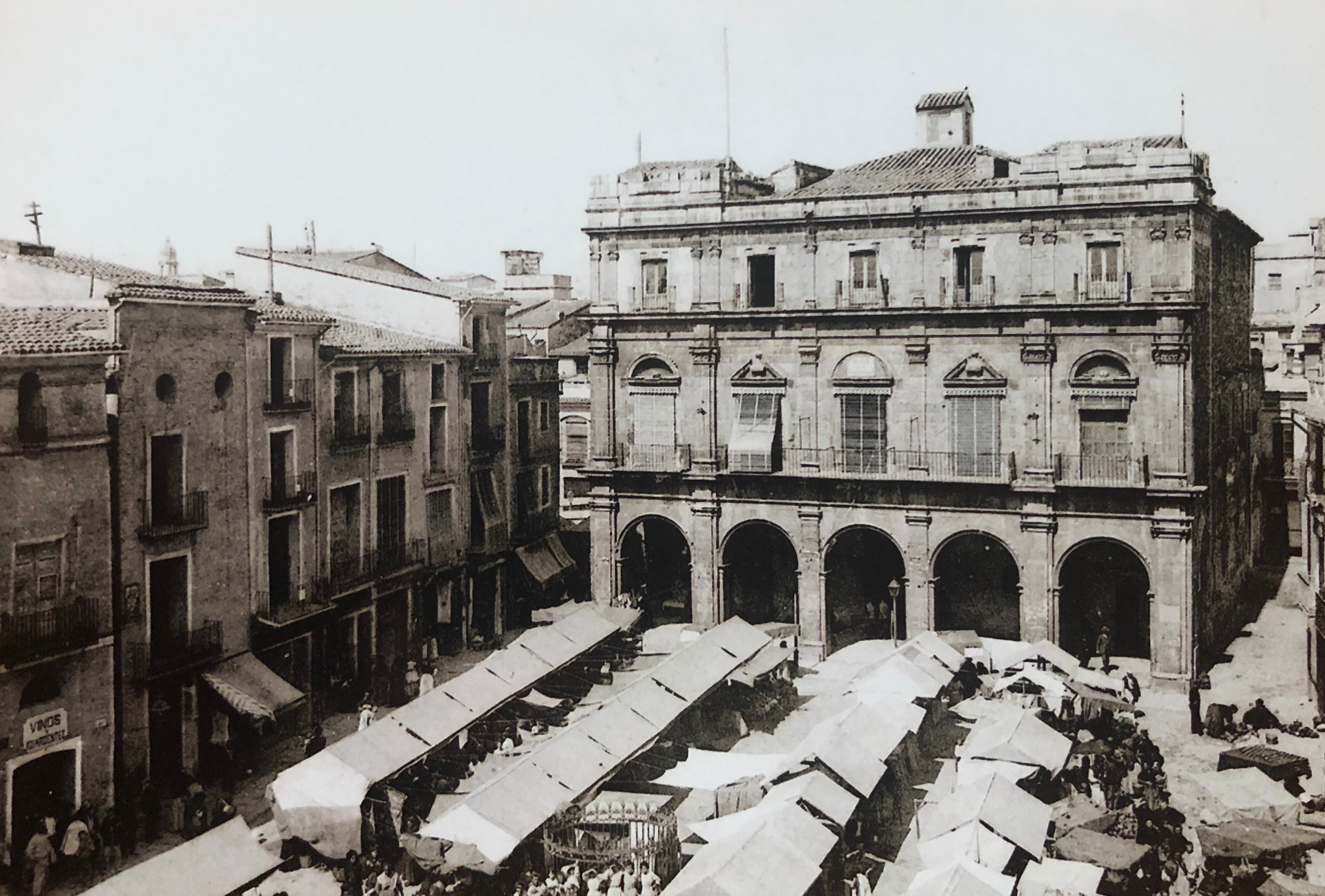
PL. Vella, foto de José Prades cedida per Sucine

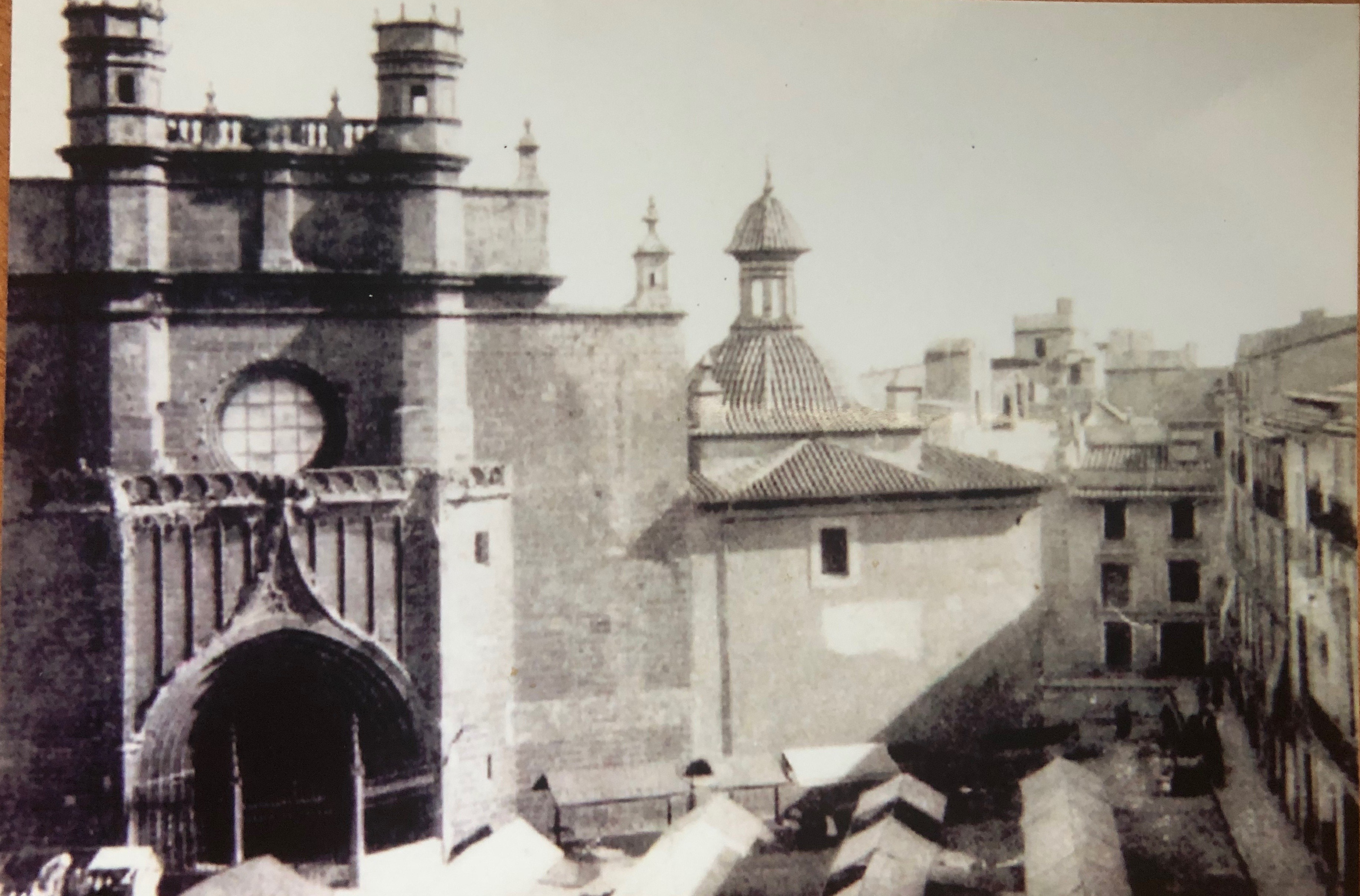
PL. les Neus, foto de José Prades cedida per Sucine

La plaça de les Neus deu el seu nom al fet que baixaven de Penyagolosa la neu i la recollien en aquesta plaça. Les primeres carnisseries ocupaven un lateral d'aquesta plaça al costat de l'església i on es mataven els animals com els porcs. I quan es feia missa o des de dins de l'església, se sentien els xiscles d'aquests porcs. Fins que la construcció de la Capella de la Comunió de L'església Major el 1663, va obligar a traslladar les tendes que se situaven en aquest lloc. El 6 de maig del 1663 es va col·locar la primera pedra de la capella al lloc on hi havien les carnisseries. A partir d'aquest moment, la Plaça Vella de Castelló es va convertir en l'autèntic fòrum de la vila.
Mentrestant les parades de peix se situaven a la Plaça de la Peixcateria costat de l'actual ajuntament.
Les parades del mercat de la plaça Vella es van convertir en un recinte cobert i més protegit.
El 22 de gener del 1689 es van adquirir les cases de la plaça Vella que estaven damunt del que ara es el mercat.
El 1902 el regidor José Castelló Tárrega va elaborar una memòria sobre el funcionament del mercat en la qual es plantejava la construcció d'un recinte tancat.
En el pla d'ordenació i urbanització, realitzat per l'arquitecte Vicente Traver Tomás, es va fixar com a meta fonamental la remodelació de la Plaça Vella (l'actual Plaça Major) i la construcció del nou mercat al costat sud.
Aquests van ser els antecedents del Mercat central. La construcció es va començar a plantejar en l'ajuntament el 1925 però no es va plasmar fins al 21 de desembre de l'any 1949 en el qual va tindre lloc la seva inauguració. Un any abans el 1948, l'Ajuntament va acordar desmuntar el recint cobert que ocupava la plaça, i uns mesos després la plaça Vella passaria a dir-se Plaça Major. L'arquitecte municipal Francisco Maristany va presentar una memòria descriptiva del projecte de "trasllat, reinstal·lació i ampliació" del mercat. El 10 d'abril del 1949 van començar les obres.
La nova peixateria es va traslladar a la plaça del Mercadet al 1951 i posteriorment el 1964 al costat del Mercat Central. Al 1985 es va produir una remodelació del mercat que es va unir amb la peixateria i que incloïa una nova remodelació de la plaça Santa Clara, amb aparcament subterrani.
La plaça del Mercadet és l'entranyable racó que actualment separa els edificis del vell i el nou Ajuntament de Castelló.